# 維布絡安舍
維布絡安舍控股股份有限公司，簡稱維布絡安舍控股股份、維布絡安舍控股，以及維布絡安舍（英語：Wipro Unza Holdings Ltd.），在1979年，由多名投資者於新加坡（總部）成立，也是當時於馬來西亞吉隆坡上市，前身為「安舍控股股份有限公司」（Unza Holdings Ltd.）和「馬來西亞安舍控股股份有限公司」（Unza Holdings Bhd.）。
主要業務在新加坡、馬來西亞、香港、中國、印尼、越南、中東和非洲經營生產和銷售家庭和個人護理用品（包括「威潔33」、「艾詩」、「羅曼諾」、「安潔」等），香港和中國分別由「維布絡安舍國泰有限公司」和「維布絡安舍（廣東）日用品有限公司」經營。
2007年7月，印度和紐約上市公司維布絡旗下個人護理部門，以2.46億美元（19.26億美元），收購該公司前身「安舍控股股份有限公司」（當時大股東為馬來西亞成功集團相關企業）全數100%股權，完成後，安舍控股成為維布絡旗下，同時撤銷上市。
2016年9月22日維布絡安舍收購中山瑪爾日用品有限公司旗下個人護理品牌櫻雪、滋采、花世界，以及衣物護理品牌芭菲及閃新
2019年5月7日維布絡安舍收購菲律賓龍頭個人護理品牌Splash集團旗下產品，包括SkinWhite（知名身體乳液品牌）、Maxi-Peel（龍頭去角質品牌）、Vitress（銷量第一護髮素品牌） （洗手液）及Flawlessly U （天然有機個人護理品牌）等個人護理品牌

## 外部連結
- 維布絡安舍官方網站 （页面存档备份，存于）
- 威潔 （页面存档备份，存于）
- 威潔香港官方的Facebook專頁
- 艾詩 （页面存档备份，存于）
- 艾詩官方網站 （页面存档备份，存于）
- 羅曼諾 （页面存档备份，存于）
- 安潔 （页面存档备份，存于）